# Harakat Tahrir
Il Movimento per la Liberazione di Saguia el Hamra e del Río de Oro, a volte anche Movimento per la Liberazione del Sahara, o semplicemente Movimento di Liberazione (in arabo Harakat Tahrir) fu creato nel 1969 da Muhammad Bassiri, un sahrāwī allora residente a Smara, insegnante coranico, al fine di ottenere l'indipendenza del Sahara Occidentale con un passaggio pacifico dal colonialismo spagnolo a un autogoverno dei Sahrāwī frutto dell'autodeterminazione.

## L'intifada di Zemla
Inizialmente il gruppo si organizzò ed operò in segreto, e rivelò ufficialmente la sua esistenza nella dimostrazione del 17 giugno 1970 nel quartiere popolare di Zemla a Laayoune, nel giorno in cui in centro si svolgeva la celebrazione della Lealtà alla madrepatria spagnola.
L'obiettivo era di consegnare ufficialmente un documento alle autorità spagnole in cui si chiedeva un passaggio pacifico all'indipendenza e migliori condizioni per i Saharawi. Era il tentativo di percorrere un processo gandhiano alla oramai certa decolonizzazione avvenuta in ogni parte dell'Africa, escluse le colonie iberiche. Vi fu un doppio ostacolo: il rapporto con gli sceicchi, considerati collaborazionisti degli spagnoli e la reazione cieca e spropositata da parte degli spagnoli.
Infatti, la protesta fu repressa in modo sanguinoso dalle autorità spagnole, che visto il difficile controllo da parte della polizia e l'insuccesso di un tentativo di mediazione degli sceicchi, fecero intervenire il tercio (la legione straniera spagnola al fine di reprimere la manifestazione.
Vi furono, in quella che venne chiamata Intifada di Zemla, 12 vittime fra i dimostranti saharawi. Vi furono, dopo la manifestazione, numerosi arresti, e Muhammad Bassiri dopo il suo arresto sparì mentre era sotto custodia spagnola. Fu probabilmente ucciso dai suoi carcerieri e il suo corpo seppellito anonimamente. Viene considerato dal movimento nazionalista come il primo martire della lotta di indipendenza.

## La rinuncia della non violenza
Dopo la sconfitta della linea di Harakat Tahrir, i nazionalisti saharawi abbandonarono la speranza di una pacifica transizione dal colonialismo all'indipendenza. Nel maggio del 1973 venne fondato, sulla continuazione di un movimento precedente, il Fronte Polisario guidato da El-Ouali che iniziò subito la lotta armata, dapprima contro gli spagnoli e successivamente contro marocchini e mauritani.

## Il ritorno alla non violenza
Lo spirito di Harakat Tahrir non è tuttavia morto, dopo l'armistizio del 1991, sotto la guida di Mohamed Abdelaziz si è passati da una fase di non guerra ad una fase di appoggio e collaborazione totale sulle linee proposte dalle Nazioni Unite e con un ritorno ad una strategia negoziale per la soluzione del conflitto.